# Wyandot
Ne doit pas être confondu avec wendat (langue).
Pour les articles homonymes, voir Comté de Wyandot et Comté de Wyandotte.
Le wyandot est une langue iroquoienne du Nord parlée aux États-Unis et au Canada et aujourd'hui éteinte. Elle est très proche du wendat (aussi appelé huron) mais ne doit pas être confondue avec lui. Les peuples huron et wyandot ont des origines communes et se nommaient tous deux wendats (les villageois), ce qui explique la confusion entre les deux langues et qu'elles sont souvent vues comme deux variétés dialectales de la même langue.
Le wyandot a disparu au cours du XXe siècle.

## Origine
Le wyandot trouve son origine dans la chute de la nation huronne en 1649, détruite par la guerre avec les Cinq-Nations iroquoises et l'épidémie de variole. Les Hurons se dispersent, et un groupe part vers l'Ouest et joint d'autres groupes, parlant d'autres langues iroquoiennes et défaits eux aussi par les Cinq-Nations, des Ériés, des Neutres et surtout des Tionontates. Ils traversent les Grands Lacs. Leurs migrations les mènent à Détroit, puis au Kansas et enfin en Oklahoma. La langue de ce groupe est le wyandot.

## Connaissance
Au cours du XIXe siècle, quelques vocabulaires de la langue wyandotte sont relevés, dans une orthographe anglaise, mais la langue nous est réellement connue grâce au folkloriste canadien Marius Barbeau, qui effectue en 1911 et 1912 un travail linguistique de sauvetage dans l'Oklahoma et en Ontario, auprès des derniers locuteurs, âgés alors de plus de 60 ans.
Les textes de Barbeau ont été publiés en 1960, mais un dictionnaire inédit existe aussi.

## Phonologie

### Consonnes
|              | Bilabiale | Dentale      | Latérale | Palatale    | Post-alv. | Vélaire        | Glottale |
| ------------ | --------- | ------------ | -------- | ----------- | --------- | -------------- | -------- |
| Occlusive    |           | t [t]        |          |             |           | k [k] kw [kʷ]  | ʔ [ʔ]    |
| Fricative    |           | s [s]        |          | š [ʃ] j [ʒ] |           |                | h [h]    |
| Affriquée    |           |              |          |             | ts [ts]   |                |          |
| Nasale       | m [m]     | n [n] d [ⁿd] |          |             |           | g [ŋʲ] gw [ŋʷ] |          |
| Liquide      |           |              | r [r]    |             |           |                |          |
| Semi-voyelle | w [w]     |              |          | y [j]       |           |                |          |

### Voyelles
|         | Antérieure  | Centrale    | Postérieure |
| ------- | ----------- | ----------- | ----------- |
| Fermée  | i [i]       |             | u [u]       |
| Moyenne | e [ɛ] ę [ɛ̃] |             | ǫ [ɔ̃]       |
| Ouverte |             | a [a] ą [ɑ̃] |             |